# Demimondke
Demimondke je vljuden francoski izraz, ki se je v 19. stoletju uveljavil kot opis tedanjih ljubic, kutrizan. 

## Izvor izraza
Izraz si je izmislil pisatelj Alexandre Dumas in je bil sprva samo naslov neke njegove igre iz leta 1855. Opisati je želel svet med zvestimi zakonskimi ženami in poklicnimi prostitutkami, vendar dobi izraz kasneje drugačen pomen. Vanj je Dumas uvrščal sloj žensk, ki so moralno nad kurtizanami, vendar že niso več častivredne zakonske žene. Demimondka v njegovem smislu je torej ženska, ki jo žene seksus, da se sama deklasira: mlada deklica iz dobrega meščanskega rodu, ko zaide po prvem spotikljaju na kriva pota in se odtuji svojcem, zlasti pa nezadoščena zakonska žena, ki uide možu, da bi poslej živela z ljubimcem.

## Današnji pomen
Kasneje se je izraz uveljavil predvsem za neke vrste »luksuzne ženske«, izbrane lepote, družabne gibčnosti in kolikor tolikšne izobrazbe, ki so živele od ljubezni, a vseeno nikdar niso pozabile na vlogo gostiteljice. Tiste, ki so imele največ uspeha, so kasneje v Parizu poimenovali »les lionnes«, levinje. Po življenjskem standardu so sodile k vrhnemu sloju. Imele so ekvipaže, jahalne konje, svoje vile. Nekatere demimondke so imele celo svoje tiskovne agente kot danes filmski zvezdniki.  Med znane levinje sta med drugim sodili Cora Pearl in Païva.